# Route nationale 475
Pour les articles homonymes, voir Route 475.
La route nationale française 475 ou RN 475 était une route nationale française reliant Gray à Sellières près de Poligny où elle rejoignait la RN 468.
À la suite de la réforme de 1972, la RN 475 a été déclassée en RD 475.

## Ancien tracé de Gray à Dole D 475
- Gray (km 0)
- Champvans (km 7)
- Le Tremblois (km 8)
- La Grande-Résie (km 13)
- Sauvigney-lès-Pesmes (km 17)
- Pesmes (km 20)
- Moissey (km 31)
- Authume (elle n'y passe plus, l'ancien tracé est renommé D 475E) (km 40)
- Dole (km 45)

## Ancien tracé de Dole à Sellières D 475
La route faisait tronc commun avec la RN 5 (aujourd'hui déviée, renommée D 905 dans Dole jusqu'à L’As de Pique (commune de Nevy-lès-Dole))
- Le Deschaux où elle croisait la RN 469 (km 60)
- Tassenières (km 65)
- Champrougier (km 70)
- Sellières où elle aboutissait sur la RN 468 dont le tronçon restant jusqu'à la RN 83 est aujourd'hui rebaptisé D 475 (km 79)